# メイツ星人
メイツ星人（メイツせいじん）は、特撮テレビドラマ『帰ってきたウルトラマン』『ウルトラマンメビウス』に登場する架空の異星人。別名は宇宙調査員。

## 『帰ってきたウルトラマン』に登場するメイツ星人
『帰ってきたウルトラマン』第33話「怪獣使いと少年」に登場。
メイツ星から地球の風土や気候の調査にやってきた人間に友好的な宇宙人。地球人の姿になって金山 十郎（）という偽名を使い、父が行方不明になって天涯孤独となっていた少年・佐久間良と親子のように暮らすが、それがもとで良自身が宇宙人ではないかという噂が立ち始める。武器は手から発する念動力で、劇中では中学生の不良グループを浮遊させるほか、良に襲いかかった中学生の不良グループが連れてきた犬を目の前で爆殺する。巨大魚怪獣ムルチをも地底に封じ込める念動力を持ち、自分の宇宙船も河原の地底に隠していた。しかし、汚れた地球の大気に身体を蝕まれて重病を患って衰弱した結果、自らの宇宙船を掘り返すこともできずに故郷へ帰れなくなる。最後は、宇宙人であることを敵視して暴徒と化した市民から良を救うために自らの正体を告白し、暴徒に加わっていた警官に射殺される。その直後、ムルチの封印が解けて川崎市街地の破壊へつながる。
- 演：植村謙二郎（金山十郎）
- 頭部マスクは米谷佳晃がデザインしたゼラン星人の流用。米谷は、流用された件については現場処理によるものであり、メイツ星人としてのデザインは存在しないと推測している[8]。
- 本話の内容は関東大震災の際に起きた朝鮮人の虐殺がヒントになっており、脚本を執筆した上原正三は同じく迫害を受けていた琉球人として他人事と思えなかったことを述べている[9]。また、「金山」という姓は在日コリアンに多いものを名乗らせたもので、良は北海道江差出身のアイヌという裏設定があったことを、後年に明かしている[10]。監督を務めた東條昭平は、脚本から返還前における沖縄の人々の心情がひしひしと伝わってきて、それを大切にしようと思ったと述べている[11]。
- 差別・人権問題を扱った本話はウルトラシリーズの中でも陰惨なエピソードとして有名であり、同作の脚本を手がけた上原によると当時は「局内から『これは放送してはいけないんじゃないか』という声もあった」という[12][13]。また、内容の陰惨さからTBS側が納品を拒否し、制作側が編集をやり直したという[14]。予告では良の前を少女が泣きながら走るシーンや、街に出た彼に人々が石を投げるシーンがあるが、前述の理由から本編ではカットされている。
- 金山が住むバラックは、河原に実在していたものをほぼそのまま使用している[15]。
- 脚本では、市民の前に現れる際は宇宙人の姿であった[6]。当初の撮影では、金山は竹槍で刺されて殺害されるという展開であったが、TBS側からの要請を受けて警官が銃を撃つシーンが追加された[16][11]。東條は、金山が殺害される場面について、憎しみの象徴としての残虐性を狙ったことで竹槍による殺害を考えていたと述べている。また、劇中で雨の中のシーンとなったのは東條の意向ではなく、撮影中に偶然雨が降ってきたからである[16]。
- 中学教師でもある評論家の神谷和宏は、後年に生徒たちへの教育の一環として本話を授業で観賞させたうえで感想を書かせており、その様子は2006年放送の報道番組『筑紫哲也 NEWS23』 (TBS) でも取り上げられたという[17]。

## メイツ星人ビオ
『ウルトラマンメビウス』第32話「怪獣使いの遺産」に登場。
GUYSのドキュメントMATにデータが記録されているメイツ星人の息子で、地球人と和平を結ぶ使者と偽って円盤に乗って来訪してきた宇宙人。父を殺された恨みから、地球人への深い憎悪を秘めている。
当初はまだ、ウルトラマンメビウス / ミライに「地球とメイツ星の問題に干渉しないで欲しい」と語るなど憎悪を抑えており、平和的解決のための話し合いを行おうとするが、ミライの身を案じて早まったリュウに腕を撃たれたことから、憎悪を再燃させる。かつての父の死に対する賠償として、「地球の大陸の20%をメイツ星に譲渡しなければ攻撃を行う」と一方的に交渉を迫るが受け入れられず、回答を待とうとさえせずに宇宙船とゾアムルチによる攻撃を開始する。やがて、ビオの父と共に生活した良とかつて出会っていたという、コノミの勤めていた保育園の園長による説得や、その教えを受けた子供たちが見せた優しさに思いとどまると、感知済みの憎悪のままに暴れるゾアムルチを倒すことをメビウスに嘆願する。ゾアムルチが倒された後、自分の行動を悔い改めたリュウとミライに見守られながら地球を去る。
- 演：吉田智則（人間態、回想シーンでのビオの父も担当）
- デザイン：酉澤安施
- スーツは当初、おしゃれな若者らしいモヒカン姿としてデザインされたが、造型が難しいためにNGとなった[21]。
- 小説『ウルトラマンメビウス アンデレスホリゾント』では、地球に来た経緯が異なる。メイツ星でも触れてはならないとされた父の悲劇を忘れさせないために独断で地球に侵入し、父を殺した犯人やその協力者の引き渡しを迫るなど、一方的な交渉を行う。最終的にはゾアムルチを封印して地球に滞在し、CREW GUYSにユーゼアルの情報を提供する。